# リアナ・メサ
リアナ・メサ・ルアセス（Liana Mesa Luaces、1977年12月26日 - ）は、キューバの元女子バレーボール選手。元キューバ代表。

## 来歴
1998年、キューバ代表に初選出される。同年に日本で開催された世界選手権で金メダルを獲得した。1999年のワールドカップではリベロとして出場し、金メダルを獲得した。
2000年代に入ると、世代交代を図った代表チームのツーセッターの一角として活躍した。2004年のアテネ五輪では銅メダルを獲得し、2008年の北京五輪では再びリベロとして出場した。
2011年からドイツ・ブンデスリーガのRote Raben Vilsbiburgに移籍、活躍した。

## 球歴
- オリンピック - 2004年、2008年
- 世界選手権 - 1998年、2002年、2006年
- ワールドカップ - 1999年、2003年

## 所属クラブ
- AGILバレー（1998-2000年）
- OK Crvena Zvezda（2009-2010年）
- Rote Raben Vilsbiburg（2011-2017年）